# III. Frigyes német császár
III. Frigyes (Potsdam, 1831. október 18. – Potsdam, 1888. június 15.) 1861-től porosz trónörökös, 1888-ban német császár. A Hohenzollern-ház tagja.

## Élete

### Származása
Frigyes Vilmos herceg Potsdamban született 1831-ben. Édesapja I. Vilmos német császár (1797–1888) volt. Édesanyja Auguszta szász–weimar–eisenachi hercegnő (1811−1890) volt, Marija Pavlovna Romanova orosz nagyhercegnő (1786–1859) és Károly Frigyes szász-weimar-eisenachi nagyherceg (1783-1853) leányát, I. Pál orosz cár unokája.
Szülei házasságából két testvér született:
- Frigyes Vilmos királyi herceg (1831–1888), 1888-tól III. Frigyes császár,
- Lujza porosz királyi hercegnő (1838–1923), 1856-tól I. Frigyes badeni nagyherceg felesége.

### Ifjúkora
Frigyes könyvkötést és asztalosságot tanult, a porosz hagyományoknak megfelelően, miszerint az uralkodóknak mesterséget is ki kellett tanulniuk. Ő volt az első porosz uralkodó, aki egyetemi képzésben vett részt.
Sikeres hadvezér volt. 1866-ban a königgrätzi csatát Poroszország javára nyerte meg, és jelentős sikereket ért el az 1870–71-es porosz–francia háború során is.
Sikerei ellenére megvetette a háborúkat, és érdeklődése sokkal inkább a tudományokra, művészetekre és szociális kérdésekre irányult. A művészek mecénása volt, ő kezdeményezte és támogatta a mai Bode Múzeum létrehozását.

### Házassága, gyermekei
Koronahercegként Vilmos 1856-ban eljegyezte és 1858. január 25-én Londonban feleségül vette Viktória brit királyi hercegnőt (1840–1901), Viktória brit királynő és Albert szász–coburg–gothai herceg legidősebb leányát. Ebből az alkalomból a vőlegényt apja a porosz haderő vezérőrnagyává léptette elő. Nyolc gyermekük született; hatan érték meg a felnőttkort.
- Vilmos herceg (1859–1941), 1888-tól II. Vilmos néven Németország császára, Poroszország királya.
- Sarolta hercegnő (1860–1919), házassága révén Szász–Meiningen uralkodó hercegnéje.
- Henrik herceg (1862–1929), a Német Császári Haditengerészet tengernagya.
- Zsigmond herceg (1864–1866), kisgyermekként meghalt.
- Viktória hercegnő (1866–1929), házassága révén schaumburg–lippei hercegné.
- Valdemár herceg (1868–1879), gyermekként meghalt.
- Zsófia hercegnő (1870–1932), I. Konstantin görög király felesége, Görögország királynéja.
- Margit hercegnő (1872–1954), házassága révén Hessen–Kassel őrgrófnéja.

### Rövid uralkodása
1888-ban gégerákban elhunyt, így mindössze 99 napot uralkodott.

### Galéria

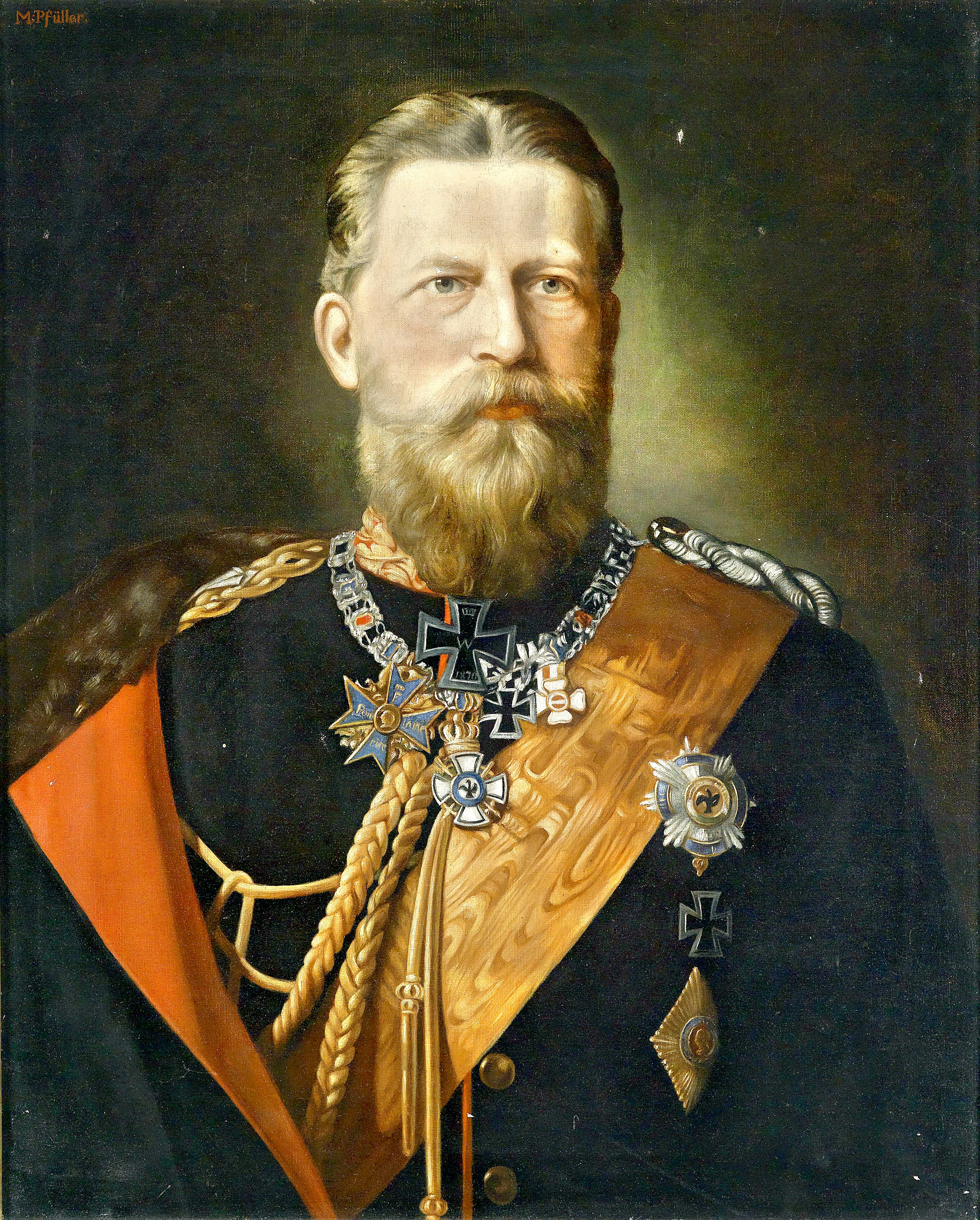
III. Frigyes hivatalos uralkodói portréja.
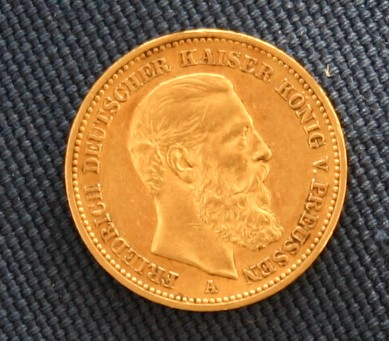
Német 20 márkás aranyérme III. Frigyes portréjával.
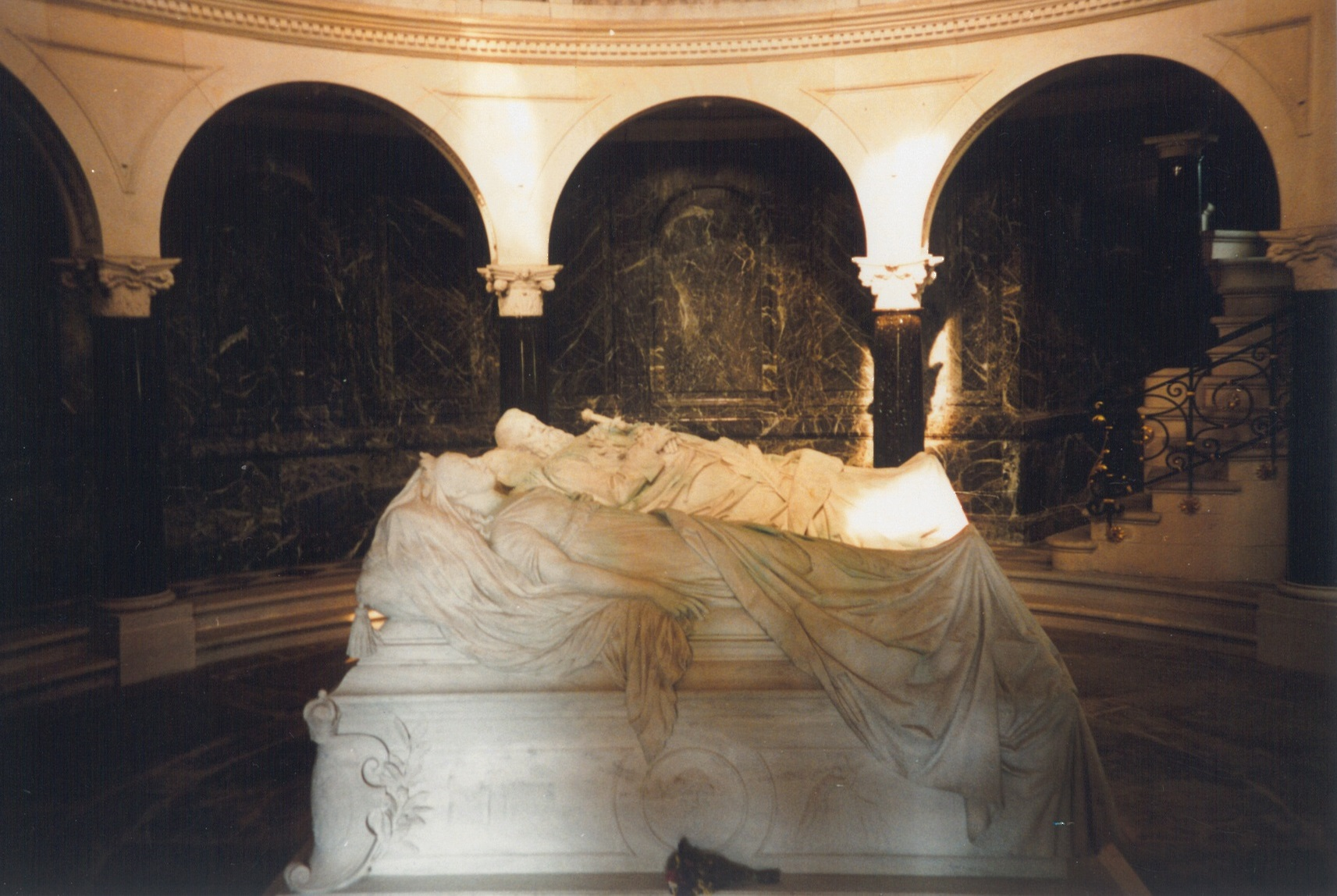
III. Frigyes császár és felesége síremléke.
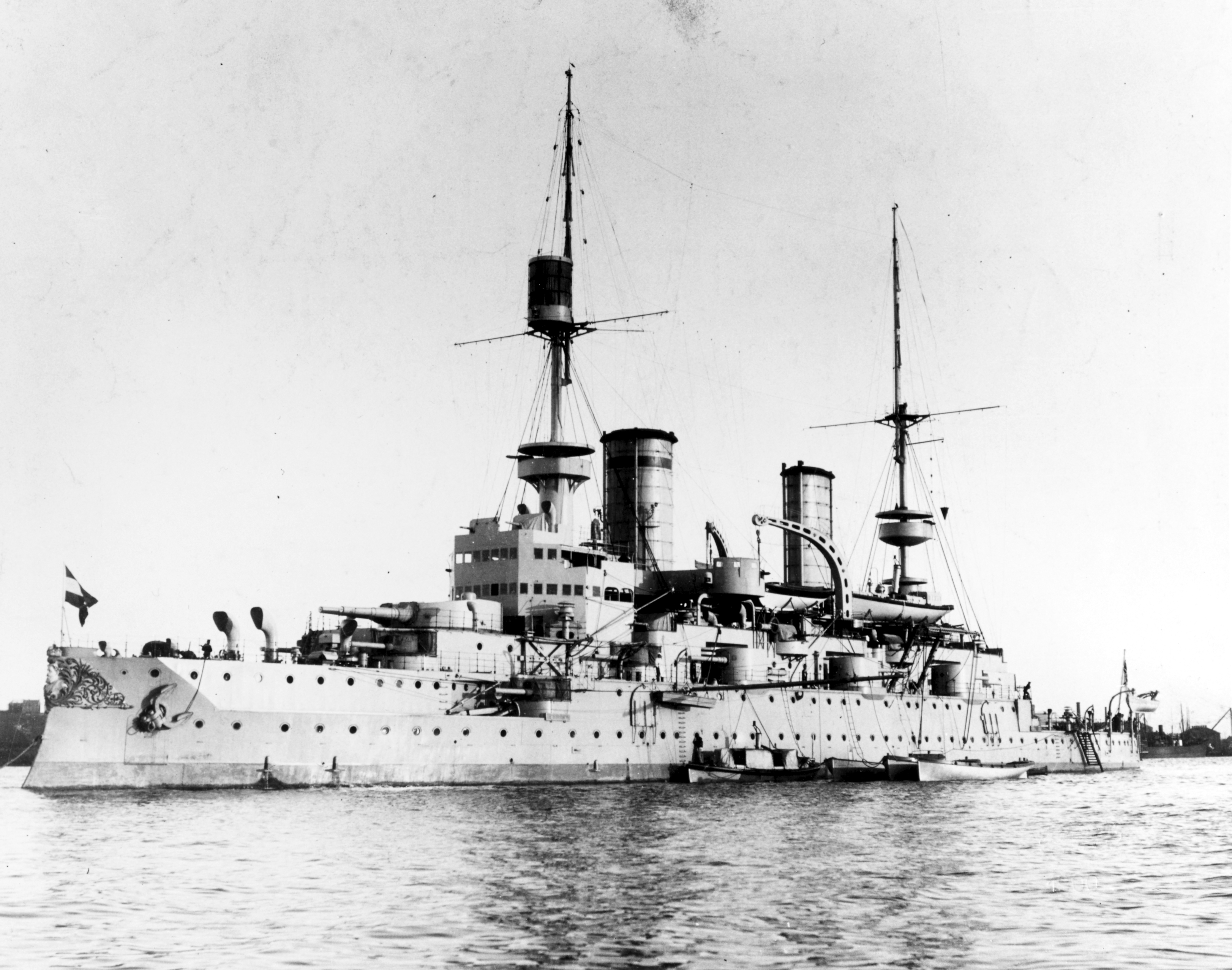
A III. Frigyes tiszteletére elnevezett német SMS Kaiser Friedrich III pre-dreadnought csatahajó.